# الحنابج (عفيف)
الحنابج، هي قرية من فئة (أ) تتبع اداريا محافظة عفيف، والتابعة لمنطقة الرياض في السعودية. وتبعد الحنابج عن محافظة عفيف بمسافة تقارب (60) كم.اسسها الشيخ / قاعد بن بجاد بن راجح ابوخشيم  وتتبع لها عدة قرى ومراكز 